# Kim Dotcom
Kim Dotcom (n. 21 ianuarie 1974, Kiel, Germania) este un antreprenor germano-finlandez care locuiește în Queenstown, Noua Zeelandă. El a fondat Megaupload (site închis în 2012) și serviciul Mega.
A locuit în Hong Kong. Avea 18 automobile de lux. A fost arestat în Noua Zeelandă.

## Discografie

### Albume de studio
- Good Times (2014)

### Single-uri
- Megaupload (2011)
- Mr. President (2012)
- Precious (2012)
- Good Life (2016)